# Орєхов Леонід Еммануїлович
Леонід Еммануїлович Орєхов (рос. Орехов Леонид Эммануилович, 1915, Одеса, Російська імперія — 1986, Одеса, Українська РСР, СРСР) — радянський футболіст, нападник. Під 20-м номером увійшов до 50 кращих гравців одеського «Чорноморця» за версією football.ua. Найкращий бомбардир клубу 1936, 1937 і 1938 років. Найкращий бомбардир клубу в розіграшах Кубка СРСР (10 голів). Першим з одеських футболістів забив 50 м'ячів у чемпіонатах і розіграшах Кубка СРСР.

## Ігрова кар'єра
Уродженець Одеси. У дорослий футбол почав грати у Вінниці, де за місцеве «Динамо» в той час часто виступали одесити. У 1936 році переїхав з Вінниці в одеське «Динамо». У 1937-му став переможцем першості СРСР у групі «В». З одеситами виступав у класі «А» і класі «Б». У складі нинішнього «Чорноморця» провів 9 сезонів. Під час радянсько-німецької війни грав за різні одеські аматорські колективи. Завершив кар'єру в 1947 році в миколаївському «Суднобудівнику».

## Тренерська кар'єра
У 1949 році в тандемі з Макаром Гичкіним тренував миколаївський «Суднобудівник».